# Юдозерка
Юдозерка — река в России, протекает по территории Суоярвского и Муезерского районов Карелии. Устье реки находится в 3 км от устья Болы по левому берегу. Длина реки — 12 км.
Берёт исток из Юдозера на высоте 186,1 м над уровнем моря. Сначала на протяжении 1,5 км течёт на юг, далее поворачивает и течёт до Болы в северо-западном направлении. Населённые пункты по берегам реки отсутствуют.
Имеет левый приток, вытекающий из озера Лидмах.

## Данные водного реестра
По данным государственного водного реестра России относится к Балтийскому бассейновому округу, водохозяйственный участок реки — Свирь (включая реки бассейна Онежского озера), речной подбассейн реки — Свирь (включая реки бассейна Онежского озера). Относится к речному бассейну реки Нева (включая бассейны рек Онежского и Ладожского озера).
Код объекта в государственном водном реестре — 01040100212102000015031.